# William H. Brown Jr.
William Herbert Brown Jr. (* 23. Juni 1917 in Portland, Maine; † 8. Juni 1982 ebenda) war ein US-amerikanischer Fernsehregisseur, Produzent und Komponist. Bekanntheit erlangte er durch die CBS-Fernsehserie Climax! in den 1950er Jahren. Er inszenierte 1954 die Live-Adapation Casino Royale.

## Leben und Karriere
William Herbert Brown Jr. wurde am 23. Juni 1917 in Portland als Sohn von William Herbert Bwon Sr. und Florence Harrington geboren. Er besuchte die Deering High School und das Bowdoin College und erwarb 1939 einen Bachelor of Arts in Musik. Als Student in Bowdoin, angeregt durch die Ankunft von Professor Frederic Tillotson, begann Brown zunächst, Musik ernsthaft zu verfolgen.
Nach seinem Abschluss arbeitete Brown als Musikkritiker beim Portland Press Herald. Im Juli 1941 wurde sein musikalisches Hörspiel Eight to the Bar, eine Hommage an Boogie Woogie und sein Pionier Pinetop Smith, über dem NBC Red Network mit Eddie Green in der Hauptrolle ausgestrahlt. Anschließend war Browns satirischer Entwurf "A Child's History of Hot Music" auf dem Columbia Workshop zu hören.
Im Herbst 1954 wurde Brown als TV-Regisseur der Serie Climax! auf CBS engagiert. Er inszenierte darunter auch die Live-Adaption Casino Royale mit Barry Nelson in der Hauptrolle des James "Jimmy" Bond, basierend auf dem gleichnamigen Roman, der 1953 erschien. Es handelt sich damit um die erste Verfilmung eines James-Bond-Romans von Ian Fleming überhaupt.
Am 9. Juni 1941 heiratete Brown Janet Pierce Johnson in der Trinity Church in Boston. Ihre Ehe brachte drei Kinder hervor.
Am 8. Juni 1982, 15 Tage vor seinem 65. Geburtstag, starb Brown in einem Krankenhaus in Portland.

## Filmografie (Auswahl)
Als Regisseur
- 1949: The Meredith Willson Show (1 Folge)
- 1951–1952: Schlitz Playhouse of Stars (4 Folgen)
- 1955–1956: Studio One (15 Folgen)
- 1960–1961: Shirley Temple´s Storybook (14 Folgen)
- 1954–1955: Climax! (5 Folgen), darunter Casino Royale

Als Produzent
- 1949: The Meredith Willson Show (1 Folge)
- 1951–1952: Schlitz Playhouse of Stars (4 Folgen)
- 1960–1961: Shirley Temple´s Storybook (14 Folgen)